# Мотяково
Мотяково (на руски: Мотяково) е село в Люберецки район, Московска област, Русия. Населението му през 2010 година е 134 души.

## География

### Разположение
Мотяково е разположено в централната част на Европейска Русия, покрай река Чьорна. Надморската му височина е 126 метра.

### Климат
Климатът в Мотяково е умереноконтинентален (Dfb по Кьопен) с горещо и сравнително влажно лято и дълга студена зима.